# Бережанський став
Бережанський став — пам'ятка природи. Розташований на р. Золота Липа, оминає північну частину м. Бережани Тернопільської области.

## Історія
Вперше згадується 23 грудня 1487 року, коли власниця Анна Хухновська продала його П. Тучці за 150 гривень. Її наступник Р. Синявський 11 червня 1515 року продав став Я. й К. Юхнам за 180 гривень і 3 флорини.
Впродовж XVI—XVII ст. органічно вписувавсь в природно-оборонну систему Бережанського замкового комплексу. Як згадував Ульріх фон Вердум (1671), Бережани розташовувалися «поміж горбами над великим озером, через який довгий міст провадить до міста, збудованого частково в яру, частково на бокових пагорбах».
У 1805 році на східній греблі засновано папірню, яка діяла до 1870 року. Її власники — Ізабела, княжна Любомирська, володарка м. Бережани (до 1816), згодом С. Потоцький. За кількістю робітників займала 2-е місце серед галицьких папірень, поступаючись лише Піллерівській у містечку Шкло (нині Львівська область).

## Опис
В 1-й третині XX ст. став займав 25 км². Південний берег обмежений греблею з насадженнями тополь та лип. Північний берег — у природному зв’язку з річковою долиною. Ця частина виділялася флористичною насиченістю. Найбільша глибина ставу — 8 м.
Цінний природний шедевр краю, придатний для активного відпочинку. На його території розташований орнітологічний заказник «Кашталівка», де є велика популяція птахів, зокрема диких качок.